# CNPJ
CNPJ (abréviation de Cadastro Nacional da Pessoa Jurídica en portugais, ou Registre National des Personnes Morales) est un numéro d'identification attribué aux entreprises brésiliennes par l'administration fiscale (en portugais, Secretaria da Receita Federal ). 
Jusqu'en 1998, le CNPJ était connu sous l'acronyme CGC, qui signifie Cadastro Geral de Contribuintes (Registre général des contribuables). 
Le CNPJ se compose d'un numéro à 14 chiffres au format 00.000.000 / 0001-00. Les huit premiers chiffres identifient la société, les quatre chiffres après la barre oblique identifient la succursale ou la filiale ("0001" par défaut au siège social) et le les deux derniers sont des chiffres de contrôle.
Le CNPJ doit figurer sur les factures et tous les autres documents émis par les sociétés brésiliennes. 